# DoubleTap
DoubleTap là loại súng ngắn nhỏ hai nòng dùng cho việc tự tự vệ được chế tạo bởi công ty DoubleTap Defense, LLC. Tên của nó được đặt vì hai nòng của nó. Loại súng này ban đầu do Heizer Defense chế tạo nhưng sau đó DoubleTap Defense muốn tìm một đối tác mới để chế tạo và Azimuth Technology đã được giao việc tiếp tục chế tạo loại súng này.

## Thiết kế
Súng sử dụng cơ chế hoạt động kép, với hai nòng, mỗi nòng một viên đạn. Khi bóp cò thì một nòng sẽ bắn trước sau đó nòng còn lại sẽ khai hỏa khi bóp cò lần thứ hai. Cả hai nòng sẽ không hai hỏa cùng một lúc khi bóp cò. Tay cầm của súng rỗng nên có thể đặt hai viên đạn dự trữ vào khi cần có thể lấy ra dùng.
Súng không có điểm ruồi. Vật liệu chế tạo có thể được làm bằng titan hay nhôm. Thiết kế được giảm tối đa các góc cạnh để có thể rút ra được nhanh hơn.